# Zhirengrottan
Zhirengrottan eller Zhirendong (智人洞; Zhìréndòng) ' Homo sapiens-grottan ' är en grotta och arkeologiskt utgrävningsplats i Guangxi i södra Kina där den äldsta moderna människan utanför Afrika har hittats.
Fyndplatsen ligger i en öppen karstgrotta av kalksten i Mulanbergen söder om Hejiangfloden sydost om staden Chongzuo. I grottan hittades 2007 fossil av ett mänskligt käkben med två kindtänder. Fyndet är daterad till äldre än 100 000 år före vår tid, och tillhör Homo sapiens. Med säkerhet är tänderna daterade till en ålder mellan 125 000 och 70 000 år. Fyndet är därmed det äldsta av modern människa utanför Afrika, och utmanar därmed den klassiska "Ut ur Afrika-hypotesen" som hävdar att Hopa sapiens lämnade Afrika för ca 60 000 år sedan.